# Skallen Ôike
Skallen Ôike (japanisch スカーレン大池 ‚Skallen-Großer-See‘) ist ein See an der Prinz-Harald-Küste des ostantarktischen Königin-Maud-Lands. Er liegt inmitten der Hügelgruppe Skallen.
Japanische Kartographen kartierten ihn anhand von Vermessungen und Luftaufnahmen aus den Jahren von 1957 bis 1969. Sie benannten ihn 1972 in Anlehnung an die Benennung der Hügelgruppe.